# Giuseppe Lezza
Giuseppe Lezza (Taranto, 29 aprile 1941) è un magistrato e politico italiano.

## Biografia
Alle elezioni politiche del 2001 è eletto deputato con la lista Abolizione scorporo collegata a Forza Italia. Dal 2001 al 2006 è stato segretario della Giunta parlamentare per le autorizzazioni e membro della IX Commissione trasporti, poste e telecomunicazioni.